# Talang Rio
Talang Rio is een bestuurslaag in het regentschap Muko-Muko van de provincie Bengkulu, Indonesië. Talang Rio telt 535 inwoners (volkstelling 2010).